# Emergency Shutdown System
ESD – ang. Emergency Shutdown System – układ blokadowy w sterowaniu przemysłowym zapewniający bezpieczne zatrzymanie procesu na wypadek awarii. Składa się nań zwykle obwód z szeregowo połączonymi stykami przycisków bezpieczeństwa (tzw. grzybków) oraz przekaźników reagujących na zadziałanie innych zabezpieczeń (jak np. bariery świetlne, zderzaki). Styki te, zwarte w czasie pracy bezawaryjnej, podają napięcie na cewkę specjalnego przekaźnika bezpieczeństwa, który z kolei wyłącza zasilanie maszyny.

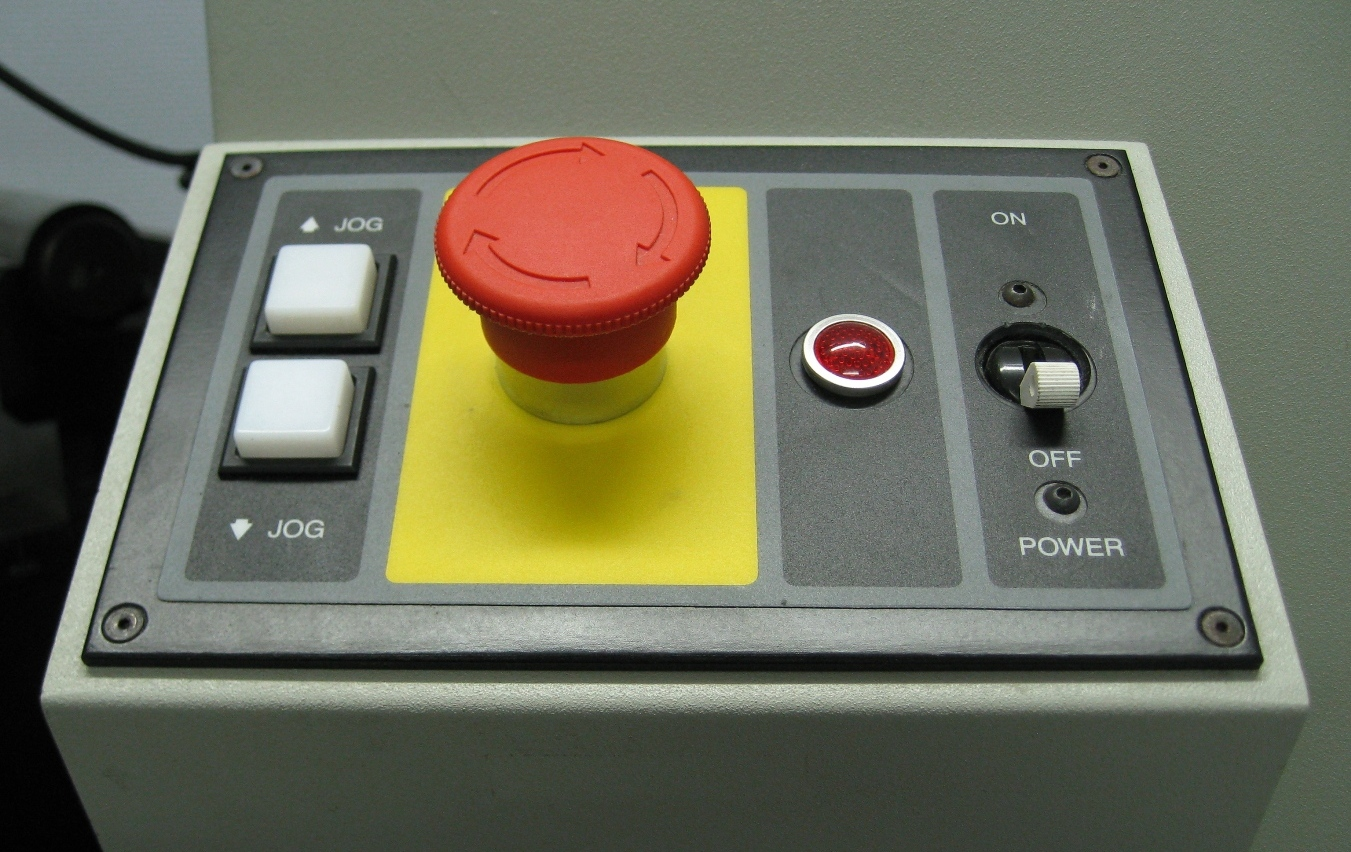
Panel sterujący z wyłącznikiem bezpieczeństwa (duży czerwony przycisk)